# Anidrido propanoico
Anidrido propanóico, também chamado anidrido propiônico, é um anidrido de ácido simples. Com a fórmula química (CH3CH2CO)2O, é um reagente usado largamente em síntese orgânica.

## Síntese
Anidrido propanóico tem sido preparado pela desidratação de ácido propanóico usando cetena:
2 CH3CH2CO2H  +  CH2=C=O  →  (CH3CH2CO)2O  +  CH3CO2H

## Segurança
Anidrido propanóico possui forte cheiro e é corrosivo, causando queimaduras em contato com a pele. Vapores podem irritar fortemente os olhos e pulmões.

## Statuslegal
Devido a seu potencial uso como um precursor na síntese de fentanil e seus análogos, o anidrdo propanóico é regulado pelo órgão Drug Enforcement Agency dos EUA como uma substância da Lista I sob o Controlled Substances Act.